# Płyta południowoamerykańska

Płyta południowoamerykańska zaznaczona na fioletowo

Płyta południowoamerykańska – płyta tektoniczna, obejmująca swoim zasięgiem Amerykę Południową i znaczną część południowego Atlantyku. 
Od wschodu, poprzez Grzbiet Śródatlantycki graniczy z płytą afrykańską. Od północy kontaktują z nią płyta karaibska i płyta północnoamerykańska, od zachodu płyta Nazca, a od południowego zachodu i południa płyta antarktyczna i płyta Scotia. 
Wiek skorupy oceanicznej płyty południowoamerykańskiej (południowego Atlantyku) określono na okres od dolnej kredy do czasów obecnych. Od kredy Ameryka Południowa oddala się od Afryki (w kierunku zachodnim) oraz od Antarktydy (w kierunku północnym).